# Étoile de Cristal
Der Étoile de Cristal (deutsch: „Kristallstern“) war ein französischer Filmpreis, der von 1955 bis 1975 verliehen wurde. Die Auszeichnung wurde auf Initiative der Académie du Cinéma, der französischen Filmakademie, ins Leben gerufen, der seinerzeit der Filmkomponist Georges Auric (1899–1983) vorstand. Wie auch bei der Vergabe des nationalen Filmpreises César, der aus dem Étoile de Cristal hervorging, wurden die Gewinner von Kritikern und Künstlern aus den verschiedensten Bereichen der französischen Filmindustrie ermittelt. Der Preis war unter einheimischen Filmemachern und Schauspielern sehr begehrt.

## Kategorien
Der Étoile de Cristal wurde jährlich in sechs verschiedenen Kategorien vergeben. Als wichtigster Preis galt der Prix International, der die beste ausländische Filmproduktion kürte, die in Frankreich während des Kalenderjahres veröffentlicht wurde. Demgegenüber stand der Grand Prix, der für die Prämierung einheimischer Filme (auch französische Koproduktionen) reserviert war. Zudem wurden Preise für die besten Darsteller in einem französischen und ausländischen Spielfilm vergeben. Das Regelwerk schützte davor, dass ein Filmkünstler mehr als nur einmal den Étoile de Cristal erhielt, so dass Seriensieger wie bei den Césars oder Oscars ausblieben.
| Kategorie                       | Originalbezeichnung         | Verleihungszeitraum |
| ------------------------------- | --------------------------- | ------------------- |
| Bester Film                     | Grand Prix                  | 1955–1975           |
| Bester Darsteller               | Meilleur acteur             | 1955–1975           |
| Beste Darstellerin              | Meilleure actrice           | 1955–1975           |
| Bester ausländischer Film       | Prix International          | 1955–1975           |
| Bester ausländischer Darsteller | Meilleur acteur étranger    | 1955–1975           |
| Beste ausländische Darstellerin | Meilleure actrice étrangère | 1955–1975           |